# Laznica, Maribor
Laznica je naselje v Mestni občini Maribor.